# Odigitriaïta
L'odigitriaïta és un mineral de la classe dels silicats. El terme odigitriaïta prové de la paraula grega Oδηγήτρια (ella qui mostra el camí), indicant el seu fraccionament extrem.

## Característiques
L'odigitriaïta és un silicat de fórmula química CsNa₅Ca₅[Si14B₂O38]F₂. Va ser aprovada com a espècie vàlida per l'Associació Mineralògica Internacional l'any 2015. Cristal·litza en el sistema monoclínic, i es troba en forma de grans irregulars allargats de fins a 100 μm de longitud. Presenta un nou tipus d'estructura, i una combinació única d'elements, sent el segon mineral de cesi, sodi i calci després de la senkevichita. Aquesta nova estructura es basa en una làmina de borosilicat de doble capa, amb intercalación cesi i sodi; les capes dobles estan connectades mitjançant àtoms de calci i sodi.
L'exemplar que va servir per a determinar l'espècie, el que es coneix com a material tipus, es troba conservat a les col·leccions del Museu Mineralògic Fersman, a Moscou (Rússia), amb el número de registre 4706/1.

## Formació i jaciments
Va ser descoberta a la glacera Darai-Pioz, a la serralada Alai, dins la regió sota subordinació republicana, al Tadjikistan. Es tracta de l'únic indret on ha estat trobada aquesta espècie mineral.